# Jadwiga głogowska
Jadwiga (ur. ?, zm. 9 czerwca 1318) – księżniczka głogowska z dynastii Piastów, ksieni klarysek we Wrocławiu.
Córka księcia głogowskiego Konrada I i Salomei, córki księcia wielkopolskiego Władysława Odonica.
Na chrzcie nadano jej imię na cześć świętej prababki od strony ojca – Jadwigi Śląskiej lub babki od strony matki – Jadwigi, żony Władysława Odonica.
Wybrała życie duchowne, wstąpiła do zgromadzenia klarysek wrocławskich. Po rezygnacji w 1280 Jadwigi wrocławskiej, córki Henryka Pobożnego, została ksienią zakonu. Funkcję tę pełniła do śmierci. Została pochowana w klasztorze klarysek.